# Police Tero Football Club
Il Police Tero Football Club, meglio noto come Police Tero, è una società calcistica thailandese con sede nella città di Bangkok. Milita nella Thai League 2, la seconda divisione del campionato thailandese. 

## Organico

### Rosa 2019
| N. |                          | Ruolo | Calciatore                    |
| -- | ------------------------ | ----- | ----------------------------- |
| 2  | Thailandia (bandiera)    | D     | Noppol Pitafai                |
| 3  | Thailandia (bandiera)    | D     | Thitathorn Aksornsri          |
| 4  | Thailandia (bandiera)    | C     | Natkanet Jintapapootanasiri   |
| 5  | Thailandia (bandiera)    | C     | Wichan Nantasri               |
| 6  | Thailandia (bandiera)    | D     | Thitavee Aksornsri            |
| 7  | Brasile (bandiera)       | A     | Antônio Pina                  |
| 8  | Thailandia (bandiera)    | C     | Narong Chansawek              |
| 9  | Brasile (bandiera)       | A     | Josimar                       |
| 10 | Thailandia (bandiera)    | A     | Jaturong Pimkoon              |
| 11 | Thailandia (bandiera)    | C     | Pathompol Charoenrattanapirom |
| 13 | Thailandia (bandiera)    | C     | Akkarawat Chokpiyaset         |
| 14 | Thailandia (bandiera)    | C     | Suradet Klankham              |
| 15 | Thailandia (bandiera)    | D     | Anusak Jaiphet                |
| 16 | Thailandia (bandiera)    | D     | Nattapon Sukchai              |
| 17 | Thailandia (bandiera)    | A     | Nattawut Moonsuwan            |
| 18 | Thailandia (bandiera)    | P     | Kritsana Klanklin             |
| 19 | Corea del Sud (bandiera) | D     | Kwon Dae-hee                  |
| 20 | Thailandia (bandiera)    | C     | Sirakorn Pimbaotham           |
| 21 | Thailandia (bandiera)    | P     | Watcharapong Imsamai          |
| 23 | Thailandia (bandiera)    | D     | Santipharp Channgom           |
| 24 | Thailandia (bandiera)    | P     | Chinnapong Raksri             |
| 25 | Thailandia (bandiera)    | C     | Nattapon Piamplai             |
| 26 | Thailandia (bandiera)    | C     | Sitthichok Tassanai           |
| 28 | Thailandia (bandiera)    | P     | Sasawat Injan                 |

| N. |                       | Ruolo | Calciatore                  |
| -- | --------------------- | ----- | --------------------------- |
| 29 | Thailandia (bandiera) | A     | Nattapong Rapeeprasit       |
| 32 | Thailandia (bandiera) | A     | Sirawis Pootaworn           |
| 33 | Thailandia (bandiera) | D     | Chumpol Bua-ngam (capitano) |
| 34 | Thailandia (bandiera) | C     | Pongsakorn Worakulsawat     |
| 35 | Ghana (bandiera)      | D     | Issac Honey                 |
| 36 | Thailandia (bandiera) | C     | Satjaporn Tumsuwan          |
| 37 | Thailandia (bandiera) | A     | Sarawut Tana                |
| 38 | Thailandia (bandiera) | C     | Worawit Khampha             |
| 39 | Thailandia (bandiera) | D     | Sanchai Nontasila           |
| 40 | Thailandia (bandiera) | C     | Sorasak La-iad-on           |
| 42 | Thailandia (bandiera) | C     | Aran Phewkom                |
| 43 | Thailandia (bandiera) | C     | Wongpakorn Jaroentaweesuk   |
| 44 | Thailandia (bandiera) | C     | Nattakan Ketrugsa           |
| 45 | Thailandia (bandiera) | A     | Adisak Srikumpang           |
| 47 | Thailandia (bandiera) | D     | Anusorn Jaiphet             |
| 48 | Thailandia (bandiera) | C     | Kanokpon Buspakom           |
| 51 | Thailandia (bandiera) | P     | Nuttanun Chansue            |
| 79 | Thailandia (bandiera) | D     | Pitakpong Kulasuwan         |
| 81 | Thailandia (bandiera) | A     | Kirati Keawsombat           |
| 88 | Thailandia (bandiera) | C     | Akkamon Kaewsuriyaaram      |
| 96 | Thailandia (bandiera) | C     | Nattapon Varattayanan       |
| 97 | Thailandia (bandiera) | P     | Taro Prasankarn             |
| 99 | Thailandia (bandiera) | P     | Chalermkiat Sombutpan       |

## Palmarès

### Competizioni nazionali
- Thai League 1: 2

2000, 2001-2002
- Kor Royal Cup: 1

2000

### Competizioni giovanili
- Thai F.A. Youth Cup: 1

2011

### Altri piazzamenti
- Thai League 1:

Secondo posto: 2002-2003, 2003-2004
Terzo posto: 1998, 1999, 2006 2007, 2008, 2012, 2014
- Thai FA Cup:

Finalista: 2009
- Thai League Cup:

Semifinalista: 2017
- Thai League 2:

Secondo posto: 2019
- AFC Champions League:

Finalista: 2002-2003